# Svjetsko prvenstvo u alpskom skijanju 2005.
38. svjetsko prvenstvo u alpskom skijanju održano je u Bormiu u Italiji od 28. siječnja do 13. veljače 2005. godine. 
Skijašice su svoje utrke imale u obližnjem skijalištu Santa Caterina. Najuspješnija natjecateljica ovog prvenstva bila je Hrvatica Janica Kostelić s tri osvojena zlatna odličja. Od skijaša najuspješniji je bio Benjamin Raich s dva zlata, jednim srebrom i jednom broncom.

## Skijaši

### Super-veleslalom
Prvo natjecanje za skijaše bila je utrka super-veleslaloma. Svoje prvo zlato na ovim igrama osvojio je Amerikanac Bode Miller ispred dvojice Austrijanaca, Michaela Walchhofera i Benjamina Raicha. 
| Mjesto | Država   | Skijaš             | Vrijeme |
| ------ | -------- | ------------------ | ------- |
| 1.     | SAD      | Bode Miller        | 1:27.55 |
| 2.     | Austrija | Michael Walchhofer | 1:27.69 |
| 3.     | Austrija | Benjamin Raich     | 1:28.23 |

### Kombinacija
Druga utrka po rasporedu za skijaše bila je kombinacija. U jednoj utrci spusta i dvije utrke slaloma najbolje se snašao Austrijanac Benjamin Raich koji je slavio ispred Norvežanina Aksela Lunda Svindala i Talijana Giorgia Rocce.
| Mjesto | Država   | Skijaš             | Vrijeme |
| ------ | -------- | ------------------ | ------- |
| 1.     | Austrija | Benjamin Raich     | 3:19.10 |
| 2.     | Norveška | Aksel Lund Svindal | 3:20.01 |
| 3.     | Italija  | Giorgio Rocca      | 3:20.08 |

### Spust
Natjecanje u spustu održano je 5. veljače, a najzadovoljniji su bili Amerikanci čiji su skijaši osvojili prva dva mjesta. Bode Miller je osvojio zlato, a Daron Rahlves srebro. Iza njih se plasirao odlični Austrijanac Michael Walchofer. Bodeu Milleru ovo je bilo drugo zlato na prvenstvu.
| Mjesto | Država   | Skijaš             | Vrijeme |
| ------ | -------- | ------------------ | ------- |
| 1.     | SAD      | Bode Miller        | 1:56.22 |
| 2.     | SAD      | Daron Rahlves      | 1:56.66 |
| 3.     | Austrija | Michael Walchhofer | 1:57.09 |

### Veleslalom
10. veljače na programu je bila muška utrka veleslaloma. Slavio je Hermann Maier, a austrijsko slavlje upotpunio je Benjamin Raich koji je kompletirao odličja osvajanjem srebra. Daron Rahlves osvojio je drugo odličje, ovog puta brončanog sjaja.
| Mjesto | Država   | Skijaš         | Vrijeme |
| ------ | -------- | -------------- | ------- |
| 1      | Austrija | Hermann Maier  | 2:50.41 |
| 2      | Austrija | Benjamin Raich | 2:50.66 |
| 3      | SAD      | Daron Rahlves  | 2:51.09 |

### Slalom
12. veljače održana je utrka slaloma za skijaše. Osvajanjem zlatnog odličja, Benjamin Raich postao je najbolji skijaš na prvenstvu s dva zlata, jednim srebrom i jednom broncom. Drugi je bio, također Austrijanac, Rainer Schönfelder, a svoju drugu broncu na prvenstvu priskrbio si je Talijan Giorgio Rocca.
| Mjesto | Država   | Skijaš             | Vrijeme |
| ------ | -------- | ------------------ | ------- |
| 1.     | Austrija | Benjamin Raich     | 1:41.34 |
| 2.     | Austrija | Rainer Schönfelder | 1:41.58 |
| 3.     | Italija  | Giorgio Rocca      | 1:42.08 |

## Skijašice

### Super-veleslalom
Prva utrka u programu skijašica bio je super-veleslalom. Vožen je 30. siječnja, a slavila je Šveđanka Anja Pärson ispred Talijanke Lucie Recchie i Amerikanke Julie Mancuso. 
| Mjesto | Država  | Skijašica     | Vrijeme |
| ------ | ------- | ------------- | ------- |
| 1.     | Švedska | Anja Pärson   | 1:17.64 |
| 2.     | Italija | Lucia Recchia | 1:18.09 |
| 3.     | SAD     | Julia Mancuso | 1:18.40 |

### Kombinacija
4. veljače na rasporedu je bila kombinacija. Veliki favorit za osvajanje zlatnog odličja bila je Janica Kostelić koja je to i opravdala, te zasluženo slavila ispred Šveđanke Anje Pärson i Austrijanke Marlies Schiled. Treba naglasiti da je Janice drugoplasiranu Anju ostavila za sobom za čak sekundu i 45 stotinki.
| Mjesto | Država   | Skijašica       | Vrijeme |
| ------ | -------- | --------------- | ------- |
| 1.     | Hrvatska | Janica Kostelić | 2:53.70 |
| 2.     | Švedska  | Anja Pärson     | 2:55.15 |
| 3.     | Austrija | Marlies Schild  | 2:56.40 |

### Spust
6. veljače vožena je utrka spusta. Glavne pretedentice za naslov bile su Anja i Janica koje su već imale po jedno osvojeno zlatno odličje s ovog prvenstva. Janica je ovog puta bila bolja i vožnjom bez glreške slavila ispred Talijanke Elene Fanchini i Austrijanke Renate Götschl.
| Mjesto | Država   | Skijašica       | Vrijeme |
| ------ | -------- | --------------- | ------- |
| 1.     | Hrvatska | Janica Kostelić | 1:39.90 |
| 2.     | Italija  | Elena Fanchini  | 1:40.16 |
| 3.     | Austrija | Renate Götschl  | 1:40.29 |

### Veleslalom
8. veljače na rasporedu je bio veleslalom. Zbog loše zdravstvenog stanja, Janica je odlučila ne voziti ovu utrku kako bi se što bolje pripremila za utrku slaloma u kojoj je branila zlato s prošlog svjetskog prvenstva. U tim okolnostima, ponovo je uprvi plan izbila Anja Pärson, koja je uzela drugo zlato ispred odlične Finkinje Tanje Poutiainen i Amerikanke Julie Mancuso.
| Mjesto | Država  | Skijašica        | Vrijeme |
| ------ | ------- | ---------------- | ------- |
| 1.     | Švedska | Anja Pärson      | 2:13,63 |
| 2.     | Finska  | Tanja Poutiainen | 2:13,82 |
| 3.     | SAD     | Julia Mancuso    | 2:14,27 |

### Slalom
11. veljače utrka slaloma trebala je pokazati koja će skijašica biti najuspješnija na ovom prvenstvu. Po dva zlata imale su i Janica i Anja, s tim da je Anja imala i jednu srebrnu medalju. Mirnoću u glavi kada je najpotrebnije opet je pokazala Janica koja je s dvije dobre vožnje bila bolja od Finkinje Poutiainen i Čehinje Šarke Záhrobske.
| Mjesto | Država          | Skijašica        | Vrijeme |
| ------ | --------------- | ---------------- | ------- |
| 1.     | Hrvatska        | Janica Kostelić  | 1:47,98 |
| 2.     | Finska          | Tanja Poutiainen | 1:48,16 |
| 3.     | Češka Republika | Šárka Záhrobská  | 1:48,65 |

## Natjecanje nacija
Po prvi puta na Svjetskom prvenstvu održano je natjecanje nacija. Svaka od nacija trebala je imati 6 skijaša od kojih najmanje 2 skijašice i najmanje 2 skijaša koji će se natjecati u četiri utrke super-veleslaloma i četiri utrke slaloma. Nakon svake utrke prvoplasirani dobije jedan bod, drugoplasirani 2 i tako do devetog mjesta koje nosi 9 bodova. Ako skijaš padne, odustane od utrke ili bude diskvalificiran/a, dobije 9 bodova. Nakon svih osam odvoženih utrka, nacija koja ima najmanji broj bodova je najbolja.
| Mjesto | Država    | Skijaši | SG1 SL1 | SG2 SL2 | SG3 SL3 | SG4 SL1 | Ukupno bodova |
| ------ | --------- | --- | ------- | ------- | ------- | ------- | ------------- |
| 1.     | Njemačka  | Monika Bergmann-Schmuderer, Andreas Ertl, Martina Ertl, Florian Eckert, Hilde Gerg, Felix Neureuther       | 2 3     | 2 1     | 1       | 7 9     | 26            |
| 2.     | Austrija  | Nicole Hosp, Renate Götschl, Benjamin Raich, Rainer Schönfelder, Michael Walchhofer, Kathrin Zettel        | 5 9     | 3 5     | 2       | 2 1     | 29            |
| 3.     | Francuska | Pierrick Bourgeat, Ingrid Jacquemod, Carole Montillet, Christel Pascal, Laure Péquegnot, Jean-Pierre Vidal | 3 7     | 9 2     | 3 4     | 5       | 38            |
| 4.     | SAD       | Lindsey Kildow, Ted Ligety, Julia Mancuso, Bode Miller, Daron Rahlves, Sarah Schleper                      | 9 2     | 1 9     | 9 5     | 1 3     | 39            |
| 5.     | Kanada    | Brigitte Acton, Patrick Biggs, François Bourque, Emily Brydon, Thomas Grandi, Erik Guay                    | 3       | 4 9     | 6       | 3 8     | 42            |
| 6.     | Švicarska | Daniel Albrecht, Fränzi Aufdenblatten, Didier Défago, Sonja Nef, Nadia Styger, Silvan Zurbriggen           | 9 1     | 5 6     | 4 9     | 6       | 46            |
| 7.     | Švedska   | Therese Borssén, Janette Hargin, Patrik Järbyn, Markus Larsson, André Myhrer, Anja Pärson                  | 9 5     | 8 3     | 9 3     | 9 2     | 48            |
| 8.     | Italija   | Chiara Costazza, Nadia Fanchini, Peter Fill, Manfred Moelgg, Karen Putzer, Giorgio Rocca                   | 1 9     | 6 4     | 9       | 8 4     | 50            |
| 9.     | Slovenija | Mitja Dragšič, Aleš Gorza, Jure Košir, Tina Maze, Urška Rabić, Andrej Šporn                                | 9 6     | 7       | 5 9     | 4 7     | 54            |

## Tablica odličja
| Mjesto | Država          | Zlato | Srebro | Bronca | Ukupno |
| ------ | --------------- | ----- | ------ | ------ | ------ |
| 1      | Austrija        | 3     | 4      | 4      | 11     |
| 2      | Hrvatska        | 3     | 0      | 0      | 3      |
| 3      | SAD             | 2     | 1      | 3      | 6      |
| 4      | Švedska         | 2     | 1      | 0      | 3      |
| 5      | Njemačka        | 1     | 0      | 0      | 1      |
| 6      | Italija         | 0     | 2      | 2      | 4      |
| 7      | Finska          | 0     | 2      | 0      | 2      |
| 8      | Norveška        | 0     | 1      | 0      | 1      |
| 9      | Češka Republika | 0     | 0      | 1      | 1      |
| 10     | Francuska       | 0     | 0      | 1      | 1      |

## Vanjske poveznice
- Službena stranica